# Contea di Floyd (Iowa)
La contea di Floyd (in inglese Floyd County) è una contea dello Stato dell'Iowa, negli Stati Uniti. La popolazione al censimento del 2000 era di 16 900 abitanti. Il capoluogo di contea è Charles City.